# Huib Zijlmans
Hubertus Nicolaas Antonius Jacobus (Huib) Zijlmans ('s-Hertogenbosch, 25 juli 1947) is een Nederlands VVD-politicus.

## Levensloop
Na het doorlopen van het gymnasium in Venray ging hij rechten studeren aan de Universiteit Leiden (1972). Daarna was hij tot 1973 reserve officier bij de Koninklijke Marechaussee. Vervolgens werkte hij bij de maatschappelijke dienstverlening van het ministerie van CRM in Friesland en daarnaast studeerde hij economie aan de Rijksuniversiteit Groningen. Eind 1978 maakte hij op 31-jarige leeftijd de overstap van sectorhoofd maatschappelijke dienstverlening naar burgemeester van Wijhe (Overijssel). Zijn voorganger was daar meer dan 30 jaar burgemeester geweest en in de profielschets was aangegeven dat de voorkeur uitging naar een jonge en energieke kandidaat. In februari 1986 werd Zijlmans burgemeester van de Gelderse gemeente Beuningen. Naast het burgemeesterschap was hij van 1991 tot 2004 lid van de Provinciale Staten van Gelderland.
In 1997 kwam hij in opspraak vanwege een conflict tussen hem en een inwoner van de gemeente, de afvalverwerker Jan Burgers. Burgers, directeur van Burgers Afval Service, viel al geruime tijd directie en medewerkers van de Afvalverwerking Regio Nijmegen (ARN) lastig. Een bedreiging met brandstichting bij de directie was aanleiding om overleg te plegen met het Openbaar Ministerie. Dat liet Burgers oppakken voor verhoor. Daarbij werd ook zijn psychische gesteldheid onderzocht. Burgers verzocht het gerechtshof tot een strafrechtelijk onderzoek naar de rol van burgemeester en verdacht deze van machtsmisbruik en wederrechtelijke vrijheidsberoving. In 2001 sprak de rechtbank in Arnhem hem van elke verdenking vrij maar stelde wel dat de handelwijze onwenselijk was vanwege de gewekte schijn van belangenverstrengeling. Rond deze zaak was Zijlmans in 2001 ongeveer een half jaar met buitengewoon verlof en zijn burgemeesterschap in Beuningen werd waargenomen door Fons Lichtenberg.
In augustus 2009 kwam de 62-jarige Zijlmans opnieuw in het landelijke nieuws toen minister van Binnenlandse Zaken Ter Horst met het plan kwam om burgemeesters maximaal 18 jaar (3 termijnen) burgemeester te laten zijn in dezelfde gemeente. Op dat moment zat Zijlmans daar met ruim 23 jaar al ver boven en van alle burgemeester in Nederland was hij degene die al het langst bij dezelfde gemeente burgemeester is. Een maand later werd bekend dat de gemeenteraad ingestemd heeft met een vijfde termijn al heeft Zijlmans wel aangegeven naar verwachting niet die volle zes jaar aan te blijven. In juni 2011 maakte hij bekend per 1 april 2012 vervroegd met pensioen te zullen gaan. In januari 2012 besloot de gemeenteraad van Beuningen om Carol van Eert voor te dragen hem in april op te volgen. 